# Simon Cziommer
Simon Cziommer (* 6. November 1980 in Nordhorn in Niedersachsen) ist ein ehemaliger deutscher Fußballspieler auf der Position eines Mittelfeldspielers.

## Karriere

### Vereine
Cziommers Karriere begann beim FC Schüttorf 09. Über den FC Twente Enschede (Niederlande, 1994–2003) führte sein Weg 2003 erstmals zum FC Schalke 04. Ende Januar 2004 wurde er wiederum an Twente Enschede ausgeliehen; im Sommer 2005 kehrte er nach Auslaufen des Leihvertrages zu Schalke zurück.
Ab dem 3. Januar 2006 spielte Cziommer kurzzeitig auf Leihbasis bei Roda Kerkrade, am 17. Mai 2006 wechselte er schließlich zum niederländischen Vizemeister AZ Alkmaar. Nach der Mitteilung von Trainer Louis van Gaal, Cziommer habe nur geringe Chancen auf einen Stammplatz bei Alkmaar, wechselte er im Jahr 2008 auf Leihbasis für ein Jahr zum FC Utrecht.
Ab Sommer 2009 spielte Simon Cziommer für den FC Red Bull Salzburg, mit dem er 2010 und 2012 die österreichische Meisterschaft gewann. Nach einem etwas schwächeren Saisonbeginn kam er immer besser in Form und wurde gegen Ende der Meisterschaft zum Stammspieler im offensiven Mittelfeld, was er mit wichtigen Toren, so z. B. das 1:0 bei Sturm Graz im entscheidenden Spiel um die Meisterschaft, dankte. Insgesamt erzielte er in dieser Meistersaison sechs Treffer.
Am 13. Mai 2012 gab Oliver Glasner, Sportkoordinator bei Red Bull Salzburg, im ORF-Interview bekannt, dass der Vertrag mit Simon Cziommer nicht mehr verlängert werde. Am 31. Juli 2012 unterschrieb Cziommer einen Vertrag beim niederländischen Verein Vitesse Arnheim, mit dem er den vierten Platz belegte und sich für die Europa League qualifizierte. Zur Saison 2013/14 wechselte er zum Ligakonkurrenten Heracles Almelo, wo er auch 2015 seine Spielerkarriere beendete.

### Nationalmannschaft
Cziommer spielte 12 Mal für die U-20-Nationalmannschaft und erzielte ein Tor.

## Erfolge
- Österreichischer Meister 2010 und 2012 mit dem FC Red Bull Salzburg
- Österreichischer Cupsieger: 2012
- Dritter U16-Europameisterschaft 1997